# Huarpe
Huarpe är ett utdött språk i Argentina. Språket hör till huarpespråk och dess enda släktspråk är millcayac som är också utdött. Den första ordlistan om språken publicerades år 1603.